# ZombiU
ZombiU je survival horor z pohledu první osoby z roku 2012, který vyvinulo studio Ubisoft Montpellier a vydal Ubisoft. Byla vydána v listopadu 2012 pro Wii U. V srpnu 2015 vyšla pod názvem Zombi pro PlayStation 4, Windows a Xbox One.

## Synopse
Ve hře hráč přebírá kontrolu nad člověkem, který přežil uprostřed zombie apokalypsy v roce 2012. Hra obsahuje systém permadeath a hojně využívá Wii U GamePad ke skenování prostředí a udržování inventáře přeživšího.

## Vývoj
Společnost Nintendo oslovila Ubisoft, aby vyvinul dospěláckou hru pro Wii U. Hra byla původně zamýšlena jako spin-off série Raving Rabbids a Killer Freaks from Outer Space. Vývojový tým si uvědomil, že Wii U GamePad je vhodný pro pomalejší hry, a proto byla hra přetvořena na ZombiU. Mnoho prvků hry, včetně funkce GamePad a funkce permadeath, prošlo několika změnami. Hra byla ovlivněna mimo jiné videohrami Resident Evil, Condemned: Criminal Origins a Peter Jackson's King Kong. Jako prostředí hry byl vybrán Londýn, protože se v něm mísí moderní a středověká architektura a má bohatou historii. Vývoj multiplayerové části hry vedl Ubisoft Bukurešť.

## Přijetí
Hra získala od kritiků vesměs pozitivní hodnocení, zatímco verze hry Zombi byla hodnocena smíšeně. Kritici chválili důraz hry na survival horor, atmosféru a systém permadeath. Na hratelnost, multiplayer, příběh a využití GamePadu měli smíšené názory. Kritizovány byly technické problémy, jako jsou záseky a doba načítání. Hra byla pro Ubisoft ztrátová. Byl vyvinut prototyp pokračování, ale byl zrušen, když hra finančně neuspěla.